# سولوماخین
سولوماخین (انگلیسی: Solomakhin) یک شهرک در بخش آلکسیفسکی استان بلگورود کشور روسیه است.